# TOKYO LIVING CRUISE
TOKYO LIVING CRUISE（トウキョウ リビング クルーズ）は、東京湾で開催している音楽イベントである。

## 概要
2008年8月にスタート。国内の若手のDJや、ジャズを中心としたジャンルのミュージシャンが出演している。